# 小莱佩蒂哈
47°14′5″N 33°59′59″E / 47.23472°N 33.99972°E
小莱佩蒂哈（烏克蘭語：Мала Лепетиха）是位於烏克蘭南部的村莊，由赫爾松州卡霍夫卡區的大萊佩蒂哈市鎮負責管轄。該村始建於1792年，面積4.21平方公里，海拔高度80米，2001年人口2,235，人口密度每平方公里531.1人。